# San Bellino
San Bellino é uma comuna italiana da região do Vêneto, província de Rovigo, com cerca de 1.197 habitantes. Estende-se por uma área de 15 km², tendo uma densidade populacional de 80 hab/km². Faz fronteira com Castelguglielmo, Fratta Polesine, Lendinara, Pincara.

## Demografia
| Variação demográfica do município entre 1861 e 2011                               |
|                                                                                   |
| Fonte: Istituto Nazionale di Statistica (ISTAT) - Elaboração gráfica da Wikipedia |